# El Arenal (Baleares)
El Arenal (oficialmente y en catalán s'Arenal) es una localidad española perteneciente a los municipios de Llucmajor y Palma de Mallorca, en la parte suroccidental de Mallorca, comunidad autónoma de las Islas Baleares. En plena costa mediterránea, anexos a esta localidad se encuentran los núcleos de Las Maravillas al norte, Las Cadenas al noreste, y Son Verí Nuevo al sur, y un poco más alejados están Cala Blava, Bellavista, El Pilarín, Las Palmeras y Can Pastilla.
La parte comprendida al norte del torrente de los Judíos, está en el término municipal de Palma de Mallorca y se denomina Playa de Palma. Su cercanía a la capital (15 km) y al aeropuerto (7 km) lo convierten en un lugar de buen acceso para turistas y residentes. Sus fiestas patronales se celebran en julio.

## Historia y evolución

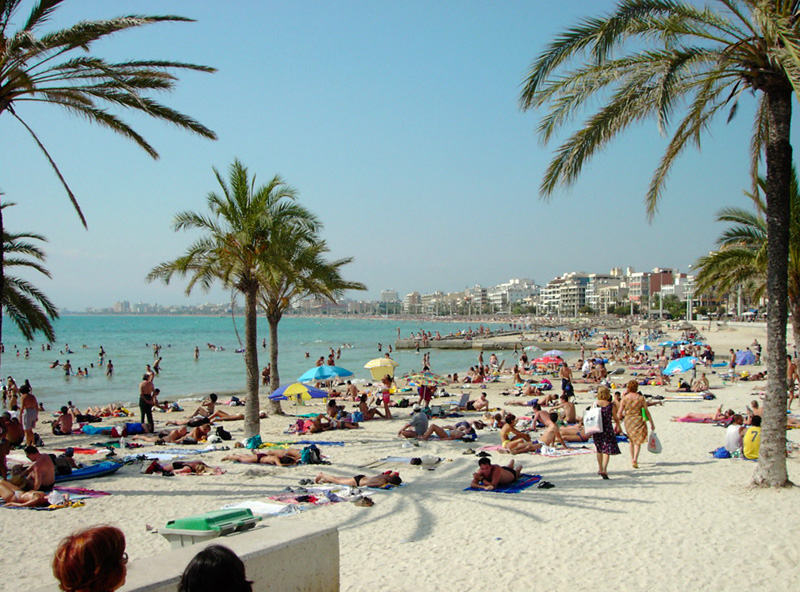
Playa de Palma en El Arenal

Antiguo pueblo de pescadores, es un barrio eminentemente turístico y con gran expansión demográfica, sobre todo a partir de los años 70. Este cambio se ha debido al turismo (inglés y alemán básicamente, siendo este último el predominante en la actualidad). Tiene una amplia playa de arena blanca, donde en verano se reúnen muchos turistas a lo largo de su paseos inmensos y remodelados a finales de los noventa. Su iglesia se denomina Nuestra señora de la Lactancia y su patrón es San Cristóbal. La Porciúncula es la otra parroquia de la zona, pero situada en suelo palmesano.

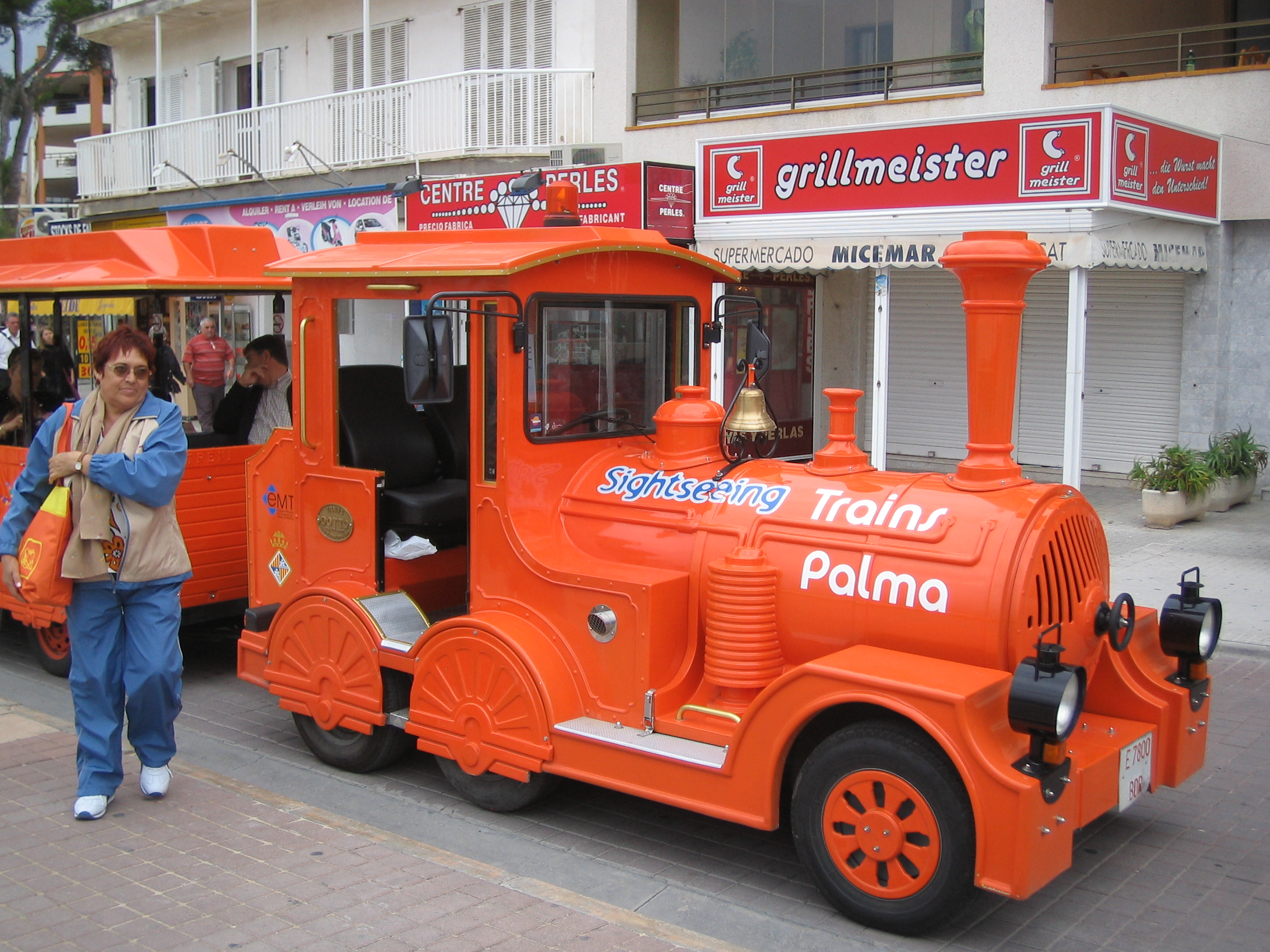
Tren turístico

Una parte de El Arenal pertenece al municipio de Palma de Mallorca y la otra al municipio de Llucmajor. Según el padrón municipal de habitantes de 2011, en la parte perteneciente a Palma había 6 668 habitantes empadronados y 10 041 en la parte lluchmayorense. Cuenta con un puerto deportivo muy importante en la isla, que es a la vez uno de sus mayores atractivos, junto a una playa plagada de palmeras y con espacio para actividades deportivas. En la parte perteneciente al municipio de Palma hay menos espacio en la playa pero es mucho más larga y está plagada de zonas de ocio como discotecas, bares, cafeterías, mini-golfs y por supuesto, hoteles.
Socialmente, este barrio ha sido siempre muy popular en el resto de España (sobre todo en el interior) por ser uno de los lugares de destino más comunes para los viajes de estudios, tanto en su época de 8º de EGB como ahora de ESO y de Bachillerato. Es habitual ver su paseo marítimo lleno de jóvenes venidos de diferentes partes de España desde últimos de marzo hasta bien entrado el verano.

## Geografía
Se puede acceder a esta localidad por carretera y por autopista, la de Levante o la de Llucmajor. Además también cuenta en su término municipal con diversas paradas de autobuses de la EMT. La línea 15 une El Arenal con la famosa Plaza de la Reina, en Palma, mientras que la 23, une la localidad con la Plaza España, pero en menos tiempo. Recientemente cuenta con una nueva línea, la 25, que une El Arenal con la Plaza de la Reina en menos tiempo que la línea 15. Cuenta con una situación privilegiada que la ha dotado de un especial interés, de dulces y templados inviernos y de muy veranos agradables.
Su particular configuración geográfica hace que esta localidad esté muy bien conectada con Palma, pero también con pueblos del centro de Mallorca como Llucmajor, Campos, San Jorge o Algaida.
Esta idónea ubicación fue uno de los pilares sobre los que se apuntaló el éxito turístico a principios de los setenta: cercanía con una gran ciudad, playa, campo y una espectacular bahía natural, una de las más bellas y perfectas de todo el Mediterráneo como es la de la capital balear. Además, desde esta localidad se puede disfrutar de la parte más meridional de la Sierra de Tramuntana, que se observa a lo lejos por encima de Palma. Desde la playa, cerca del Club Náutico, incluso se puede ver habitualmente, en los días claros, la Catedral de Palma y el castillo de Bellver.

### Entre dos municipios
El Arenal está ubicado entre dos municipios, Llucmajor y Palma. El límite lo marca justo el torrente de los Judíos, que no lleva agua normalmente, sólo cuando llueve, pero que aun así se ha desbordado sin causar daños alguna que otra vez. Desemboca en la playa y marca la línea divisoria entre la Playa de El Arenal (término de Llucmajor) y la Playa de Palma (zona de El Arenal en el municipio de Palma). Algunos partidos políticos hablaron de la posibilidad de crear un solo municipio, pero ni el consistorio de Palma ni el de Llucmajor han visto nunca con buenos ojos esa posibilidad, lo que bloquea la operación antes de nacer.
El Arenal es limítrofe con Son Verí y con Can Pastilla, localidades muy similares.

## Cultura
En lo que hace referencia al mundo de la cultura, esta población posee tres colegios, un instituto y varias bibliotecas. Además, la escritora lluchmayorera Maria Antònia Salva pasó muchos de sus veranos en estas costas. Como publicaciones se han editado en algún momento s'Estel de s'Arenal y s'Unió de s'Arenal, dos revistas locales con una maquetación y un diseño anticuado pero que cuentan con diversidad de lectores afines a ellas.
La isla de Mallorca es conocida entre otras muchas divinidades por sus dimonis y correfocs. Esta localidad tuvo su propia "colla de dimonis". Dimonis de l'Inframón, que nació en 2014, amenizaba actos populares y era uno de los principales atractivos en las fiestas patronales de San Cristóbal, hasta su desaparición en 2020.

## Deporte

### Fútbol
En el ámbito deportivo, existe un polideportivo con campo de césped artificial, piscina y otras instalaciones. El club del barrio, la U. D. Arenal, es el máximo exponente futbolístico y juega sus partidos en dicho campo (antes lo hacía en el Antonio Roses, ahora casi derruido). La Unión milita actualmente en el Grupo XI de la Tercera División Española. 
Este equipo fue el segundo en toda Baleares -tras el RCD Mallorca- en ofrecer una revista propia corporativa y gratuita, Área Deportiva, que se llevó a cabo en 2001 y que supuso un hito para el club. La publicación fue editada por dos periodistas de esta localidad, Juan Luis Marcos y Javier J. Díaz. Su fútbol base es bastante destacable, siendo uno de los que tienen más categorías inferios de toda la Isla. Además, el primer equipo jugó un partido con el Real Madrid de veteranos a principios de siglo, un equipo que contaba en sus filas con Martín Vázquez o el propio Michel, ambos ya retirados.
Los juveniles han conseguido ascender a la Liga Nacional Juvenil

### Vela
También cabe mencionar el éxito de la vela, debido a la existencia del ya mencionado Club Náutico El Arenal, cuyas instalaciones han sido visitadas varias veces por el Rey Juan Carlos I y su familia, con motivo de la celebración de la Copa del Rey de Vela que se disputa cada verano en la bahía de Palma.

### Petanca
El tercer deporte es la petanca, con adeptos y varios campos para practicarla.

### Taekwondo
En esta parte de la isla, además, se encontraba uno de los mejores equipos de España de este deporte, con nombres reconocidos como José Luis Sáez.